# Calosoma relictum
Calosoma relictum is een keversoort uit de familie van de loopkevers (Carabidae). De wetenschappelijke naam van de soort is voor het eerst geldig gepubliceerd in 1918 door Apfelbeck.
De kever wordt 13 tot 20 millimeter lang en is brachypteer (kan niet vliegen). Hij is in het algemeen nachtactief.
De soort komt voor in Noord-Macedonië en aangrenzende delen van Albanië en Montenegro op hoogtes van 2100 tot 2700 meter boven zeeniveau. Volgens Fauna Europaea is de soort ook waargenomen in Polen.
Door sommige auteurs wordt deze soort gezien als ondersoort van Calosoma pentheri.